# Apahida, Cluj
Apahida este satul de reședință al comunei cu același nume din județul Cluj, Transilvania, România.

## Istoric
La Apahida a fost descoperită în secolul al XIX-lea necropola de la Apahida, datând din secolul al V-lea, când zona era locuită de gepizi.

Articol principal: Comuna Apahida, Cluj (capitolul Istoric)

## Galerie de imagini

Comuna Apahida și satele componente

## Legături externe
Materiale media legate de Apahida la Wikimedia Commons